# Islands of the Sea
Pour plus de détails, voir Fiche technique et Distribution.
Islands of the Sea est un court métrage documentaire américain réalisé par Ben Sharpsteen en 1959 pour Walt Disney Productions et fait partie de la collection True-Life Adventures.

## Synopsis
Une rencontre avec les animaux sous-marin.

## Fiche technique
- Titre : Islands of the Sea
- Réalisateur : Ben Sharpsteen
- Scénario : Dwight Hauser
- Photographie : Conrad L. Hall (directeur), Dick Borden, Jack Couffer, Al Hanson, Stuart V. Jewell, Olin Sewall Pettingill Jr.
- Montage : Harry Reynolds
- Technicien du son : Robert O. Cook
- Effets spéciaux : Eustace Lycett
- Effets d'animation : Art Riley, Joshua Meador
- Musique :
  - Composition : Oliver Wallace
  - Monteur musique : Evelyn Kennedy
- Narrateur : Winston Hibler
- Directeur de production : Erwin L. Verity
- Producteur : Walt Disney, Ben Sharpsteen (associé)
- Société de production : Walt Disney Productions
- Durée : 28 min
- Date de sortie : 16 mars 1960